# Vườn quốc gia Coolah Tops
Vườn quốc gia Coolah Tops là một vườn quốc gia ở bang New South Wales, Úc, cách thành phố Sydney 258 km về phía tây bắc, cách thành phố Coolah 30 km về phía đông, trong khu vực dãy núi Liverpool, trên đường Coolah Creek.
Vườn quốc gia này có diện tích 132,65 km² và được thành lập ngày 5.7.1996
Trong vườn có các thác nước từ cao nguyên đổ xuống. Phần lớn diện tích vườn là rừng cây họ bạch đàn (Eucalyptus pauciflora). Về động vật, vườn có các con wallaby (thú có túi giống như kangaroo, nhưng nhỏ hơn), đại bàng và chim cú.
Các hoạt động hấp dẫn du khách tới vườn là đi bộ và cắm trại.

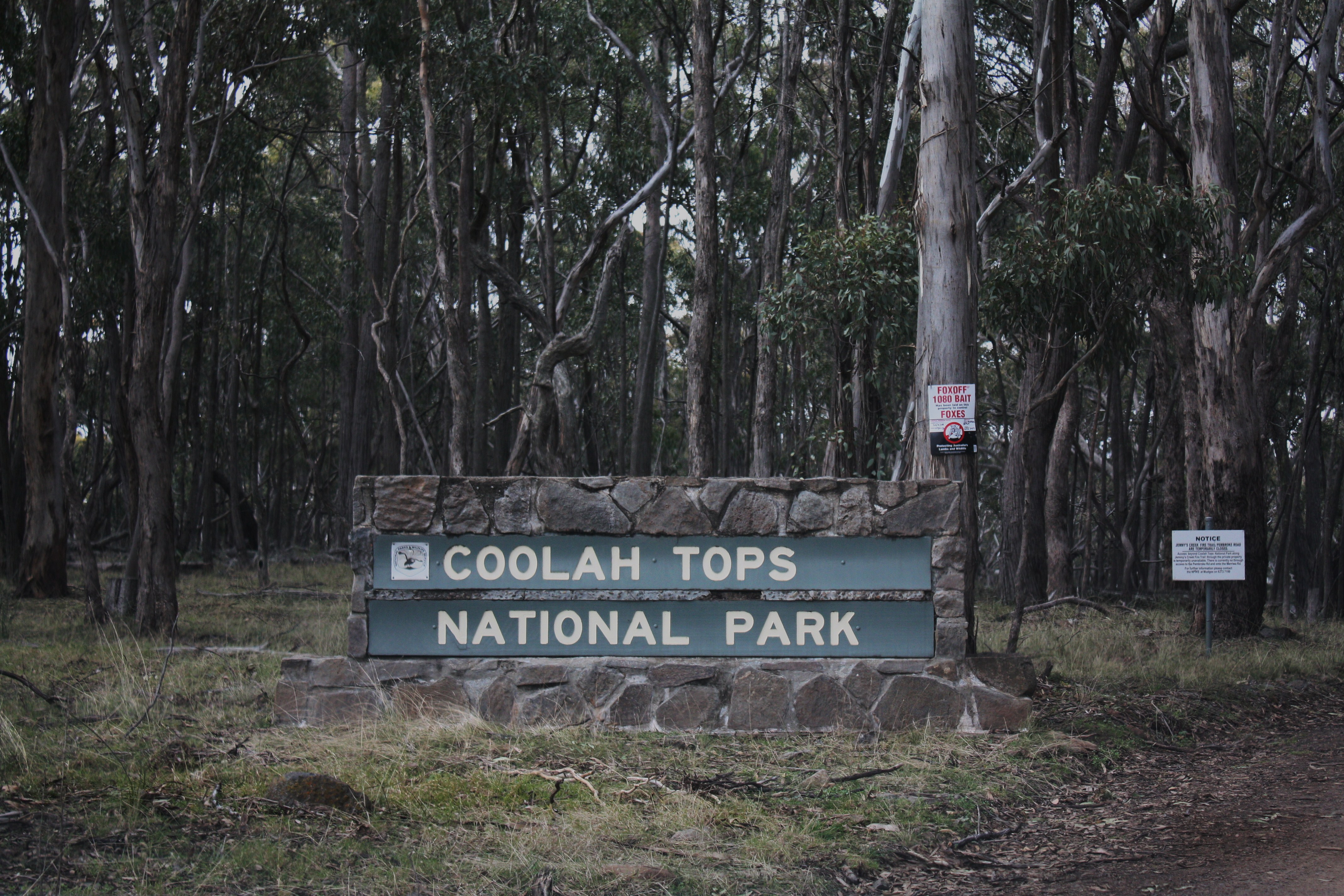
Lối vào Vườn quốc gia Coolah Tops